# Sphaerokodisis
Sphaerokodisis is een geslacht van neteldieren uit de klasse van de Anthozoa (bloemdieren).

## Soorten
- Sphaerokodisis australis (Thomson & Mackinnon, 1911)
- Sphaerokodisis flabellum (Thomson & Mackinnon, 1911)
- Sphaerokodisis tenuis (Thomson & Rennet, 1931)